# Преах Вихеа
 Тази статия е за древния храм в Камбоджа.  За провинцията вижте Преах Вихеа (провинция).  
Преах Вихеа (на кхмерски: ប្រាសាទព្រះវិហារ) е изоставен индуистки храм в наречената на негово име провинция Преах Вихеа, Северна Камбоджа.
Посветен на Шива, храмът е построен през IX – XI век. Той е сред основните образци на традиционната кхмерска архитектура. Включва поредица от стълбища и светилища, разположени по ос с дължина 800 метра.
Разположен в близост до границата на Камбоджа с Тайланд, след неговото откриване в началото на XX век храмът е предмет на спорове между двете страни.
Храмът е включен в Списъка на световното наследство на ЮНЕСКО през 2008 г.